# Bassin de Naurouze

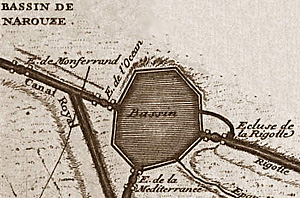
18e-eeuwse plattegrond Bassin de Naurouze

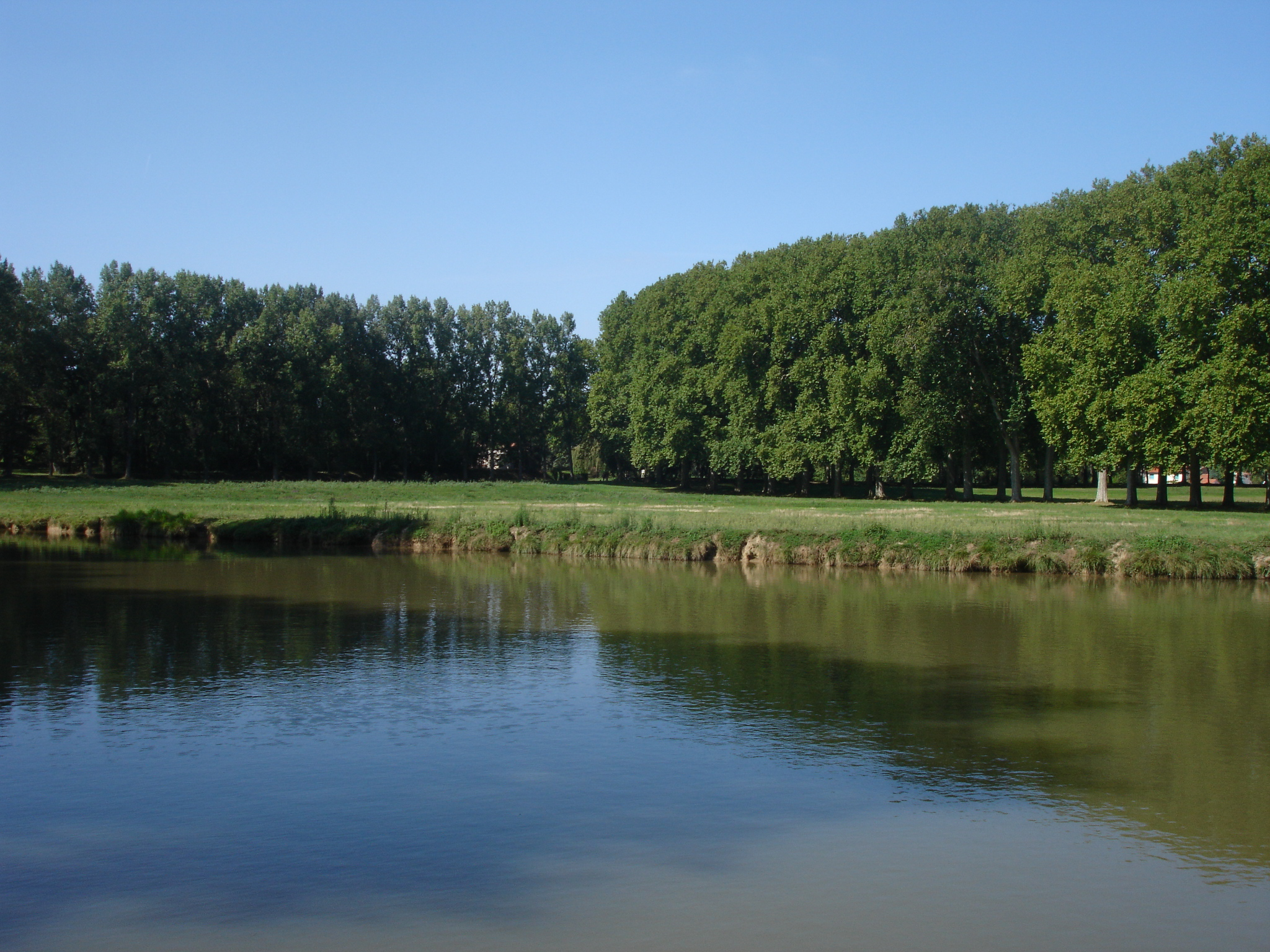
Het park

Bassin de Naurouze was een octogonale wateroppervlakte ontstaan tijdens de bouw van de Canal du Midi. De ontwerper Pierre-Paul Riquet had als plan om een stad rond het bassin te realiseren met een haven. Al enkele jaren na de bouw werd het bassin buiten gebruik gesteld vanwege herhaalde problemen met verzilting. Het is tegenwoordig een park met in het midden een laan met bomen.
Op enige afstand ten oosten van het bassin staat de obelisk opgedragen aan Riquet.
Water van Bassin de St. Ferréol stroomt nabij bassin de Naurouze in de Canal du Midi.